# Strada europea E575
La strada europea E575 è una strada europea che collega Bratislava a Győr. Come si evince dalla numerazione, si tratta di una strada di classe B posta nell'area delimitata a nord dalla E50, a sud dalla E60, ad ovest dalla E75 e ad est dalla E85.

## Percorso
La E575 è definita con i seguenti capisaldi di itinerario: "Bratislava - Dunajská Streda - Medveďov - Vámosszabadi - Győr".